# Тенис на Летњим олимпијским играма 1992.
Такмичења у тенису на Олимпијским играма 1992. у Барселони у Шпанији одржана су у мушкој и женској конкуренцији појединачно и у паровима. Бивша екипа СССР, овога пута је наступала као ЗНД, под олимпијском заставом.
Поражени у полуфиналу нису играли за треће место него су додељене по две бронзане медаље у свим дисциплинама.

## Освајачи медаља
| Дисциплина           | Злато                                               | Сребро                                           | Бронза                                      |
| -------------------- | --------------------------------------------------- | ------------------------------------------------ | ------------------------------------------- |
| Мушкарци појединачно | Марк Росе Швајцарска                                | Ђорди Аресе Шпанија                              | Горан Иванишевић Хрватска                   |
| Мушкарци појединачно | Марк Росе Швајцарска                                | Ђорди Аресе Шпанија                              | Андреј Черкасов Уједињени тим               |
| Мушки парови         | Борис Бекер · Михаел Штих Немачка                   | Вејн Фереира · Пијет Норвал Јужна Африка         | Горан Иванишевић · Горан Прпић Хрватска     |
| Мушки парови         | Борис Бекер · Михаел Штих Немачка                   | Вејн Фереира · Пијет Норвал Јужна Африка         | Хавијер Франа · Кристијан Миниуси Аргентина |
| Жене појединачно     | Џенифер Капријати Сједињене Државе                  | Штефи Граф Немачка                               | Мери Џо Фернандез Сједињене Државе          |
| Жене појединачно     | Џенифер Капријати Сједињене Државе                  | Штефи Граф Немачка                               | Аранча Санчез Викарио Шпанија               |
| Женски парови        | Ђиђи Фернандез · Мери Џо Фернандез Сједињене Државе | Кончита Мартинез · Аранча Санчез Викарио Шпанија | Лејла Месхи · Наташа Зверева Уједињени тим  |
| Женски парови        | Ђиђи Фернандез · Мери Џо Фернандез Сједињене Државе | Кончита Мартинез · Аранча Санчез Викарио Шпанија | Никол Братке · Рејчел Маквилан Аустралија   |

## Биланс медаља
|   | Држава           | Злато | Сребро | Бронза | Укупно |
| 1 | Сједињене Државе | 2     | 0      | 1      | 3      |
| 2 | Немачка          | 1     | 1      | 0      | 2      |
| 3 | Швајцарска       | 1     | 0      | 0      | 1      |
| 4 | Шпанија          | 0     | 2      | 1      | 3      |
| 5 | Јужна Африка     | 0     | 1      | 0      | 1      |
| 6 | Хрватска         | 0     | 0      | 2      | 2      |
|   | Уједињени тим    | 0     | 0      | 2      | 2      |
| 8 | Аргентина        | 0     | 0      | 1      | 1      |
|   | Аустралија       | 0     | 0      | 1      | 1      |
|   | Укупно (9)       | 4     | 4      | 8      | 16     |